# Salle Pleyel
La Salle Pleyel è una sala per concerti sinfonici sita nell'VIII'arrondissement di Parigi, in  rue du Faubourg-Saint-Honoré. Inaugurata nel 1927, dal mese di settembre 2006 al 2015 è stata la sede dell'Orchestre de Paris e dell'Orchestre Philharmonique de Radio France.
Costruita in stile art déco, è considerata una delle grandi sale da concerto del XX secolo ed un « passaggio obbligato per i musicisti famosi a livello mondiale ». Ha contribuito all'animazione della vita musicale di Parigi accogliendo circa 25 milioni di spettatori che hanno presenziato ad oltre 20.000 concerti. Più volte rinnovata, ha riaperto nel settembre 2006 dopo quattro anni di chiusura.
Era l'unico auditorium costruito specificamente per la musica sinfonica a Parigi, prima dell'apertura della Philharmonie de Paris al Parc de la Villette nel 2015. Altri concerti hanno luogo alla Salle Olivier-Messiaen de la maison de Radio France e alla Salle Gaveau, e, per formazioni più piccole, anche al Théâtre des Champs-Élysées e al Théâtre du Châtelet.

## Storia

### La vecchia Salle Pleyel
La Salle Pleyel origina dalle due sale da concerto precedentemente costruite da Camille Pleyel, figlio di Ignace Pleyel, fondatore nel 1807 della celebre fabbrica di pianoforti Pleyel.
Un salone con circa 150 posti venne aperto nel gennaio del 1830 al nº 9 di rue Cadet, nel IX arrondissement di Parigi. Accolse i grandi pianisti del tempo come Fryderyk Chopin nel 1832 e Franz Liszt nel 1833.
La prima Salle Pleyel venne costruita nel 1838–1839 al nº 22 di rue Rochechouart, a fianco della fabbrica di pianoforti, ed inaugurata nel dicembre 1839. In questa sala dotata di 550 posti, avevano luogo concerti per pianoforte e per orchestra da camera che occupavano uno spazio importante nella vita musicale parigina del XIX secolo. Fra i numerosi grandi musicisti che vi si sono esibiti, si ricordano Chopin che diede qui il suo ultimo concerto parigino nel 1848, e, fra gli altri, il debutto di Camille Saint-Saëns, all'età di 11 anni nel maggio 1846, di César Franck, di Anton Rubinstein etc.. In questa sala sono state realizzate le seguenti prime esecuzioni:
- La Terza ballata e il Terzo Improvviso per pianoforte di Chopin, il 21 febbraio 1842;
- Secondo concerto per piano di Saint-Saëns, nel 1868 e del Quinto concerto per piano il 2 giugno 1896;
- diverse opere di Maurice Ravel, e in particolare:
  - Habanera, versione per due pianoforti, il 5 marzo 1898, eseguita da Marthe Dron e Ricardo Viñes,
  - Pavane pour une infante défunte e Jeux d'eau, il 5 aprile 1902, da Ricardo Viñes,
  - Sonata per violino e violoncello il 6 aprile 1922, da Hélène Jourdan-Morhange e Maurice Maréchal.
  - Concerto per pianoforte e orchestra in sol maggiore il 14 gennaio 1932

## Programmazione

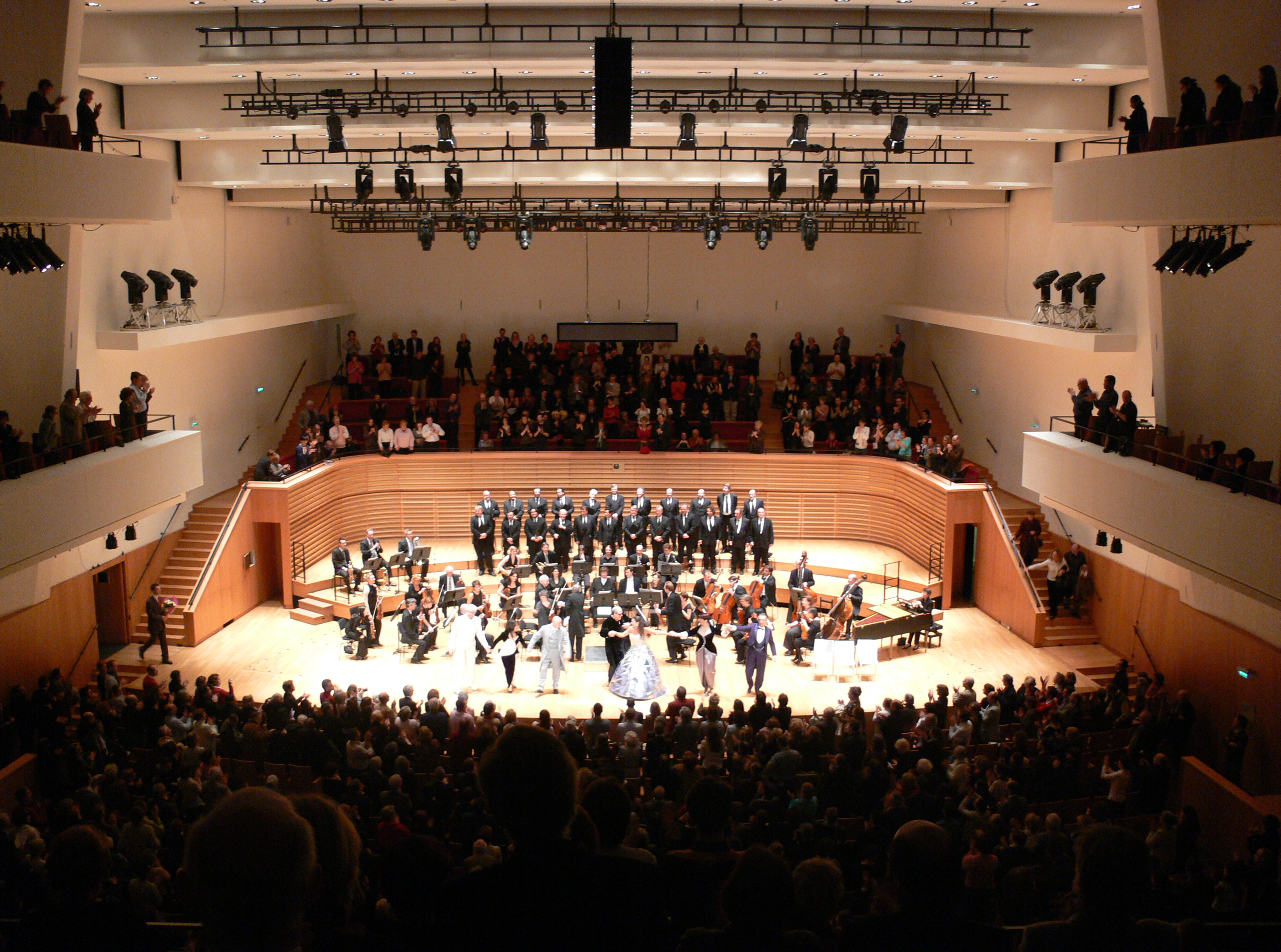
Interno

Dall'autunno 2006, la Salle Pleyel è divenuta la sede delle seguenti orchestre:
- Orchestre de Paris, che tiene qui tutta la sua stagione concertistica il mercoledì ed il giovedì, per un totale di circa cinquanta concerti per anno con circa trenta programmi diversi;
- Orchestre Philharmonique de Radio France, tiene alla Salle Pleyel circa venti concerti l'anno normalmente il venerdì.

La London Symphony Orchestra ha firmato una convenzione che prevede, per la durata di tre anni, l'esecuzione di tutti i suoi concerti parigini con quattro o cinque programmi per stagione.
Nel corso dell'anno la sala accoglie anche altre orchestre fra le quali si ricordano :
- l’Orchestre Pasdeloup, l'Orchestre Colonne, l’Orchestre national d'Île-de-France, l’Orchestre du Conservatoire national supérieur de musique et de danse de Paris e l’Orchestre national du Capitole de Toulouse;
- alcune orchestre regionali;
- produzioni pubbliche di Radio France o il Festival d'automne à Paris;
- concerti organizzati da istituzioni private;
- altre orchestre straniere, una quindicina negli anni 2006–2007, e qualcuna di più nelle stagioni seguenti.

Oltre ai concerti sinfonici, che costituiscono la maggior parte della sua produzione, la Salle Pleyel accoglie dei recital vocali, musica da camera e concerti di musica jazz. In totale vengono realizzati circa centocinquanta spettacoli per anno, di cui la metà assicurati dalle tre orchestre residenti.